# James Thompson Maffett
James Thompson Maffett (* 2. Februar 1837 in Clarion, Clarion County, Pennsylvania; † 19. Dezember 1912 ebenda) war ein US-amerikanischer Politiker. Von 1887 bis 1889 vertrat er den Bundesstaat Pennsylvania im US-Repräsentantenhaus.

## Werdegang
James Maffett besuchte die öffentlichen Schulen seiner Heimat sowie die Rimersburg Academy und das Jefferson College in Canonsburg. Danach unterrichtete er für ein Jahr als Lehrer im Staat Missouri. 1859 zog er in das Amador County in Kalifornien, wo er ebenfalls als Lehrer arbeitete. Dort begann er später auch ein Jurastudium, das er nach seiner Rückkehr nach Pennsylvania im Jahr 1870 fortsetzte. Nach seiner 1872 erfolgten Zulassung als Rechtsanwalt begann er in seiner Heimatstadt Clarion in diesem Beruf zu arbeiten. Gleichzeitig schlug er als Mitglied der Republikanischen Partei eine politische Laufbahn ein. 1884 strebte er erfolglos die Nominierung seiner Partei für die Kongresswahlen dieses Jahres an.
Bei den Kongresswahlen des Jahres 1886 wurde Maffett dann aber im 25. Wahlbezirk von Pennsylvania in das US-Repräsentantenhaus in Washington, D.C. gewählt, wo er am 4. März 1887 die Nachfolge von Alexander Colwell White antrat. Da er im Jahr 1888 auf eine weitere Kandidatur verzichtete, konnte er bis zum 3. März 1889 nur eine Legislaturperiode im Kongress absolvieren. Nach seiner Zeit im US-Repräsentantenhaus praktizierte Maffett wieder als Anwalt. Er starb am 19. Dezember 1912 in seiner Heimatstadt Clarion, wo er auch beigesetzt wurde.